# Nieugięci
Nieugięci – amerykański film kryminalny z 1996 roku. Oryginalny tytuł Mulholland Falls to nazwa tortury polegającej na zrzucaniu przestępców z Mulholland Drive. Zdjęcia kręcono w Kalifornii (Los Angeles, Palm Springs) oraz w stanie Utah.

## Opis fabuły
Los Angeles, lata 50. W mieście działa specjalny oddział policji – jego członkami są ludzie nieprzekupni, bezwzględni i co najważniejsze szalenie skuteczni. jej członkami są: Elleroy Coolidge, Eddie Hall, Arthur Relyea i szef Max Hoover. Pewnego dnia na budowie robotnicy znajdują ciało młodej dziewczyny. Jest nią Allison Pond – prostytutka. W sprawę zamieszany jest generał Timms – rządowy ekspert ds. broni atomowej. Jak się okaże Nieugięci będą mieli przeciw sobie wszystkich, także FBI...

## Obsada
- Nick Nolte – Max Hoover
- Melanie Griffith – Katherine Hoover
- Chazz Palminteri – Elleroy Coolidge
- Michael Madsen – Eddie Hall
- Chris Penn – Arthur Relyea
- Treat Williams – Pułkownik Nathan Fitzgerald
- Jennifer Connelly – Allison Pond
- Daniel Baldwin – McCafferty
- Andrew McCarthy – Jimmy Fields
- John Malkovich – Generał Thomas Timms

i inni

## Nagrody i nominacje
Złota Malina 1996
- Najgorsza aktorka drugoplanowa – Melanie Griffith